# وانیا مونتیرو
وانیا مونتیرو (به انگلیسی: Wania Monteiro) ژیمناست زادهٔ ۹ اوت ۱۹۸۶ میلادی اهل کشور کیپ ورد است.